# Aiolis

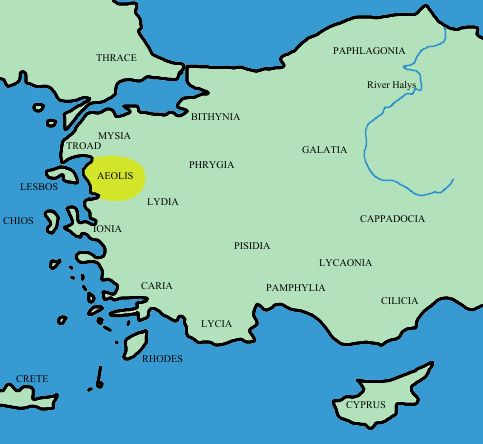
Aiolis

Die Aiolis (altgriechisch Αἰολίς Aiolís, selten auch Αἰολία Aiolía, lateinische Form Aeolia, eingedeutscht Äolien) ist eine antike, von den Äoliern besiedelte Landschaft an der Nordwestküste Kleinasiens. Die Aiolis reichte vom Eingang des Hellespont (heute Dardanellen) im Norden zum Hermos (Gediz) im Süden. Sie grenzte im Norden an Mysien, im Süden an Ionien und im Osten an Lydien.
Im 8. Jahrhundert v. Chr. bildeten die äolischen Städte einen Zwölfstädtebund (Dodekapolis): Kyme, Larisa, Neon Teichos, Temnos, Killa, Notion, Aigiroëssa, Pitane, Aigai, Myrina, Gryneion und Smyrna.
699 v. Chr. trat Smyrna dem Ionischen Bund bei. Die verbliebenen Städte wurden von Kroisos erobert, dem letzten König von Lydien, der von etwa 556 v. Chr. bis 541 v. Chr. regierte. Das Land wurde seit Kyros II. von den Persern, später von den Makedonen, den Seleukiden und den Attaliden beherrscht.
Attalos III., der König von Pergamon, überließ sein Reich und damit auch die Aiolis 133 v. Chr. testamentarisch dem Römischen Reich. Kurz darauf wurde die Aiolis Teil der römischen Provinz Asia. Bei der Teilung des römischen Reiches (395 n. Chr.) kam die Aiolis zur Osthälfte, dem späteren Byzantinischen Reich, und blieb unter byzantinischer Herrschaft bis zur Eroberung durch die Türken zu Beginn des 15. Jahrhunderts.